# Les étoiles sont légion
Les étoiles sont légion (titre original : The Stars Are Legion) est un roman de science-fiction écrit par la romancière américaine Kameron Hurley, publié aux États-Unis en 2017 puis traduit en français et paru en 2018.

## Le cadre
C'est un roman atypique, qui n'est ni situé dans le temps, ni dans l'espace. L'action se situe sur des vaisseaux spatiaux entièrement organiques et habités uniquement par des femmes. Il n'y a aucune référence à la Terre ni au genre masculin.
L'action est une suite de violences, complots, mensonges et trahisons où deux femmes, Zan et Jayd, luttent pour des valeurs d'amitié, d'amour, de courage et de sacrifice.

## Les personnages
- Zan est une guerrière. Elle se réveille sans souvenirs sur un vaisseau, la Katazyrna après avoir mené une attaque contre un autre vaisseau, la Mokshi, dont elle est la seule survivante de l'attaque qu'elle a menée. Zan découvre peu à peu qu'elle a déjà été envoyée moult fois par les Katazyrna pour conduire des attaques sur la Mokshi qui se sont toutes soldée par un échec et une amnésie.
- Anat est la souveraine de Katazyrna. Elle a un bras mécanique qui lui assure une autorité absolue pour diriger son monde. C'est elle qui envoie Zan dans cette quête sans fin contre la Moshi et qui mène une lutte perdue contre un autre vaisseau monde, Bhavaja.
- Jayd est une fille de Anat et l'amante de Zan. Elle un plan pour contrer sa mère et arrêter le cycle des guerres et sauver la Légion. Ce plan exige son sacrifice et l'amnésie de Zan.
- Rasida est la souveraine de Bhavaja. Son monde est biologiquement mourant. Elle mène une guerre contre Katazyrna pour y puiser des ressources pour son monde. À la foi belle et cruelle, elle utilise tous les moyens pour obtenir ce qu'elle convoite : le bras d'Anat et l'utérus de Jayd.
- Das Mundi est une mutante vivant au fond de la Katazyrna. Elle enfante des monstres, qui dévorent les condamnées au recyclage.
- Casamir est une jeune ingénieure habitant les couches fonctionnelles de la Katazyrna. Elle part en exploration des autres couches.

## Les technologies
Les vaisseaux mondes de la légions sont entièrement organiques ; les métaux sont rares et tout fonctionne sur le principe du recyclage dans les couches inférieures des mondes. Les vaisseaux mondes ont une intelligence qui les fait fonctionner pour recycler et pour produire. Les femmes, dont la plupart sont mutantes, produisent par des grossesses non souhaitées ce dont le vaisseau monde a besoin.

## Prix et distinctions
- Les étoiles sont légion a été nommé au prix Locus du meilleur roman de science-fiction 2018.
- Il est lauréat du prix Ignotus du meilleur roman étranger en 2018[5].

## Éditions
- The Stars Are Legion, Saga Press, 7 février 2017, 380 p.  (ISBN 978-1-4814-4793-5)
- Les étoiles sont légion, Albin Michel, coll. « Imaginaire », 31 octobre 2018, trad. Gilles Goullet, 408 p.  (ISBN 978-2-226-43693-1)
- Les étoiles sont légion, Le Livre de poche, coll. « Imaginaire » no 36167, 16 juin 2021, trad. Gilles Goullet, 504 p.  (ISBN 978-2-253-10340-0)